# The End Is the Beginning Is the End
«The End Is the Beginning Is the End» es una canción de la banda estadounidense de rock alternativo Smashing Pumpkins, incluida en la banda sonora de la película Batman & Robin, que cuenta con dos versiones. Su aparición en el trailer de la adaptación cinematográfica de Watchmen aumentó aún más la popularidad del tema.

## Lista de canciones
1. «The End Is the Beginning Is the End»
2. «The Beginning Is the End Is the Beginning»
3. «The Ethers Tragic»
4. «The Guns of Love Disastrous»

- Existe otra versión donde aparecen las remezclas de su éxito «The End Is the Beginning Is the End». Este sencillo fue edición limitada.

1. «Stuck In The Middle With Fluke Vox Mix »
2. «Stuck In The Middle With Fluke Alternate Mix»
3. «Rabbit In the Moon's Melancholy & The Infinite Madness Mix»
4. «Hallucination's Gotham Ghetto Beats»
5. «Rabbit In The Moon's Infinite Radio Edit»

- Datos: Q2673179